# Kociewie
Kociewie este o regiune etnoculturală situată la est de Pădurea Tuchola, în nordul Poloniei, Pomerania, la sud de Gdańsk. Capitala sa culturală este Starogard Gdańsk, iar cel mai mare oraș este Tczew. Regiunea are aproximativ 250.000 de locuitori. Are o industrie și o agricultură bine dezvoltate.

## Kociewiacy
Kociewiacy sunt un grup etnografic polonez și locuiesc în vecinătatea cașubilor, un grup etnic mult mai proeminent. Cei mai mulți sunt romano-catolici. La recensământul din 2011, 3065 de persoane s-au declarat drept Kociewiacy, o creștere de la recensământul din 2002, când nimeni nu s-a identificat ca atare.
Dialectul kocievian, spre deosebire de cașubian, este în mare parte inteligibil cu limba poloneză. În ciuda apropierii geografice, aceste două dialecte sunt foarte diferite, cel kocievian fiind mult mai aproape de cuiavian (kuyavian), până la punctul în care unii experți îl numesc o variantă a acelui dialect.

## Turism
Kociewie Bike Routes (Kociewskie Trasy Rowerowe) este un proiect implementat de către Organizația Locală de Turism „Kociewie” cu sprijinul grupurilor de acțiune locală „Ribbon Kociewia” și „Chata Kociewia”, precum și a autorităților/consiliilor locale. Traseele de ciclism din regiunea Kociewie constă în peste 400 de kilometri de piste pentru biciclete marcate, care leagă orașele Kociewie - Tczew, Starogard Gdański, Pelplin, Czarna Woda, Gniew, Skórcz, Nowe și Świecie.

## Orașe din Kociewie
- Tczew – 22,26 km² – 60 207 de locuitori
- Starogard Gdański – 25,27 km² – 48 191 de locuitori
- Świecie – 11,87 km² – 25 802 de locuitori
- Pelplin – 4,45 km² – 9200 de locuitori
- Gniew – 6,75 km² – 6759 de locuitori
- Skarszewy -11,96 km²- 7100 de locuitori
- Nowe – 3,57 km² – 6238 de locuitori
- Skórcz – 3,67 km² – 3532 de locuitori
- Czarna Woda – 9,94 km² – 3303 de locuitori.